# قدرت دنیوی سریر مقدس

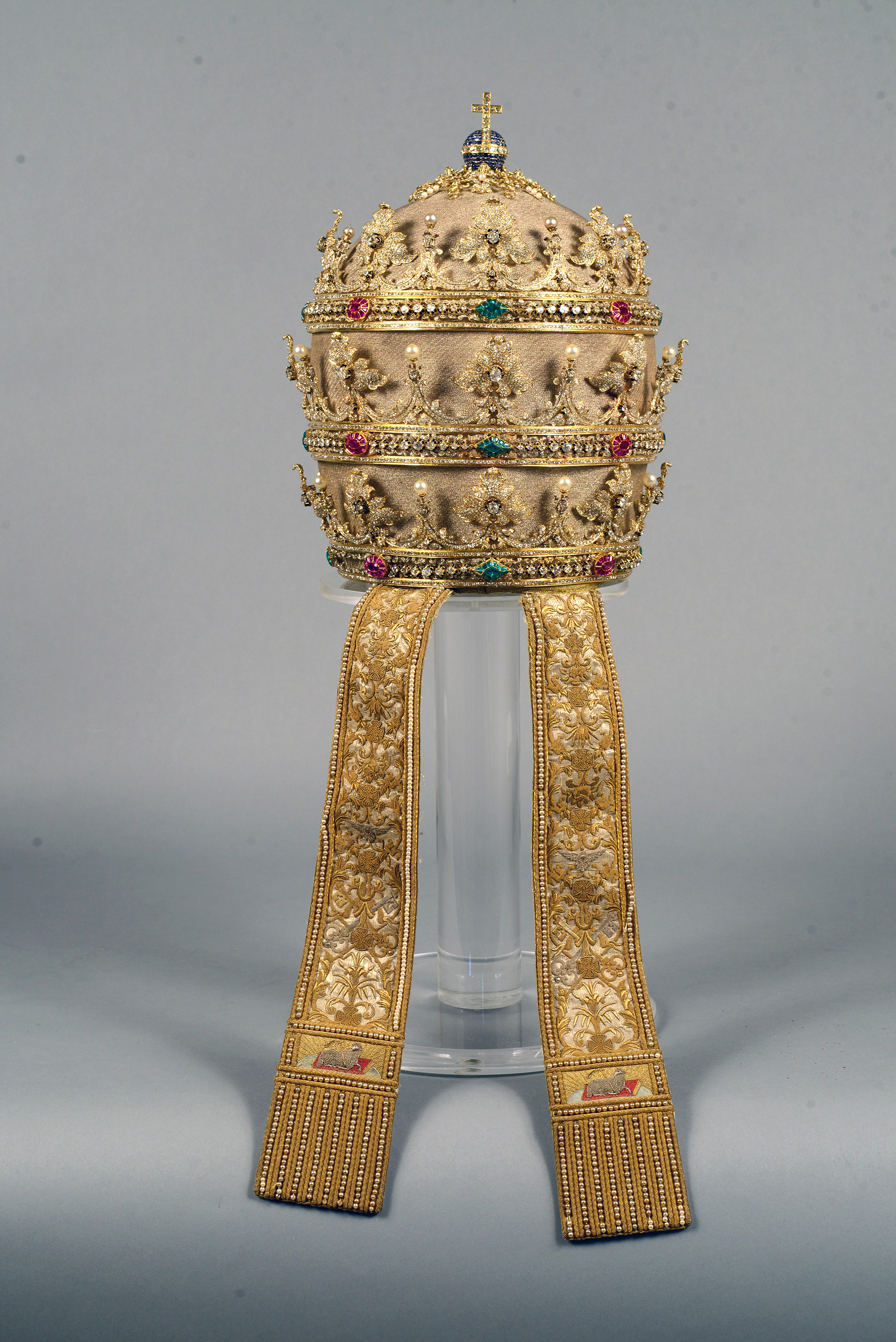
تاج پاپی پاپ پیوس نهم آخرین پاپی که بر ایالات پاپی سلطنت کرده‌است.

قدرت دنیوی سریر مقدس (انگلیسی: Temporal power of the Holy See) تأثیر سیاسی و سکولار سریر مقدس، رهبری یک ایالت توسط پاپ کلیسای کاتولیک را مشخص می‌کند همان‌طور که از فعالیت معنوی و مراقبت شبانی آن متمایز است.